# Helium (Haskell)
Helium is een compiler en taalvariant speciaal ontwikkeld voor het leren van de functionele programmeertaal Haskell. De foutmeldingen van Helium zijn zo duidelijk mogelijk gemaakt om sneller en gemakkelijker de taal eigen te worden. Helium is geschreven in Haskell.
Bepaalde taalelementen van Haskell worden niet ondersteund zoals overloading en klassen van typen. Hierdoor kunnen specifiekere foutmeldingen worden gegeven maar is Helium incompatibel met veel Haskell programma's. De compiler is ontwikkeld aan de Universiteit van Utrecht door Arjan van IJzendoorn, Daan Leijen, Bastiaan Heeren en Rijk-Jan van Haaften.
Het wordt meegeleverd met Hint, een interpreter met een grafische gebruikersomgeving. Dit programma is geschreven in Java.